# Brillantaisia vogeliana
Brillantaisia vogeliana là một loài thực vật có hoa trong họ Ô rô. Loài này được (Nees) Benth. mô tả khoa học đầu tiên năm 1849.